# Kravaře (powiat Česká Lípa)
Kravaře – gmina w Czechach, w powiecie Česká Lípa, w kraju libereckim. Według danych z dnia 1 stycznia 2013 liczyła 808 mieszkańców.